# Neuróza
Neuróza je duševní porucha, při které pacient trpí stavy úzkosti, emoční tísně a podobně.

## Definice
V moderní psychologii je neuróza převážně vykládána jako duševní nerovnováha, způsobující psychický stres neboli duševní tíseň. Emoční tíseň se projevuje ve fyziologické a duševní nerovnováze (fobie, úzkost, somatické projevy).
V některých kulturách západního typu se tento pojem nepoužívá ani všeobecně nezná, např. v Austrálii.[zdroj⁠?!]
Velmi zjednodušeně je definována jako trvalejší neschopnost přizpůsobit se prostředí (vyrovnat se se vzniklými stresory), změnit životní návyky a neschopnost rozvíjet svou osobnost ve vzniklé situaci v uspokojivější komplexnější celek. Sigmund Freud popisuje neurózu jako konflikt mezi id a superegem.
Tento pojem duševní poruchy má často politický problém s uznáním. Je ekonomicky a politicky nežádoucí. (Všichni jsou šťastní a mají všechno, každý je schopen vše potřebné dosáhnout.)
Podle S. Pfeifera (1995) jsou neurotické potíže nejčetnější u lidí mezi 25. a 40. rokem, to znamená v době, kdy se člověk musí vyrovnávat s mnoha nároky dospělosti, nových rolí a s odpovědností, která z nich vyplývá.
V této době si hledá manželského partnera, zakládá rodinu a buduje si svou profesní roli. Nároky takových změn mohou být pro disponované jedince příliš velké a mohou vést k neurotickým poruchám. Jejich důsledkem je obvykle snížená výkonnost i životní energie a omezená radost ze života.

## Příčiny
Příčinou neuróz může být silný otřes, silný dlouhodobý stres (úmrtí v rodině, šikana, znásilnění...) nebo frustrace i deprivace, dlouhodobé působení traumatických vlivů (špatná výchova – nedostatek citu, přehnané požadavky rodičů, nesoulad mezi rodiči, ale i třeba nevhodné a hlavně tvrdé životní prostředí, podmínky v práci, rodině atd.)

## Projevy
Neurotické příznaky: 
1. Psychické příznaky:
- Poruchy emocí – strach, event. až fobie, úzkost, deprese
- Poruchy myšlení – obsese (vtíravé myšlenky), poruchy hodnocení a sebehodnocení
- Poruchy paměti (amnézie)
- Poruchy pozornosti – porucha koncentrace, snadná unavitelnost
- Poruchy autoregulace – kompulze (nutkavá jednání)
- Poruchy spánku

2. Somatické (vegetativní) příznaky:
- Třes, bolesti, poruchy zažívání či vyměšování aj.
- Emoční prožívání člověka trpícího neurózou je převážně negativní, a tudíž subjektivně nepříjemné. Bývá pro ně typická zvýšená úzkost a strach, které přinášejí jedinci značné utrpení a komplikují život jemu i jeho okolí

Neurózy se projevují často jako zlozvyky – okusování nehtů, stereotypní pohyby, tiky, grimasy, koktavost, noční pomočování, bruxismus, bolest hlavy či zad, podrážděnost, nerozhodnost, agresivita, zvýšená meteosenzitivita...
Chování člověka trpícího neurotickou poruchou může být nápadné a neobvyklé, ale neporušuje základní sociální normy. Ani hodnocení reality není zásadním způsobem narušeno. Postižený člověk si zpravidla často odlišnost svých projevů uvědomuje a jsou pro něj i pro jeho nejbližší okolí obtěžující, málokdy však zná jeho příčiny.
Interakce s neurotiky jsou však daleko obtížnější.

## Terapie
Vážnější neurózy se léčí obvykle psychoterapií.

## Druhy neuróz
Fobické úzkostné poruchy:
- Agorafobie
- Sociální fobie
- Specifické fobie

Ostatní úzkostné poruchy:
- Panická porucha – Opakované záchvaty náhle vzniklého pocitu strachu a vnitřní nepohody, který vzniká bez zjevné příčiny. Objevují se zde vegetativní projevy – hyperventilace, pocení, pocit tíhy na prsou, pocity na omdlení, nevolnosti atp.
- Generalizovaná úzkostná porucha
- Smíšená úzkostně depresivní porucha
- Obsedantně kompulzivní porucha
- Akutní reakce na stres
- Posttraumatická stresová porucha
- Porucha přizpůsobení
- Disociativní poruchy
- Somatoformní poruchy:
  - Somatizační porucha
  - Hypochondrická porucha
  - Dysmorfofobie
  - Somatoformní vegetativní dysfunkce

Jiné neurotické poruchy:
- Neurastenie
- Fobie – neodůvodněný strach
- Hypochondrie – terapie placebo
- Mentální anorexie – neschopnost přijmout své tělo, problémy s příjmem potravy
- Hysterie – citová labilita se sklonem k afektům
- Úzkostné poruchy
- Kůžičková neuróza